# Compétition automobile

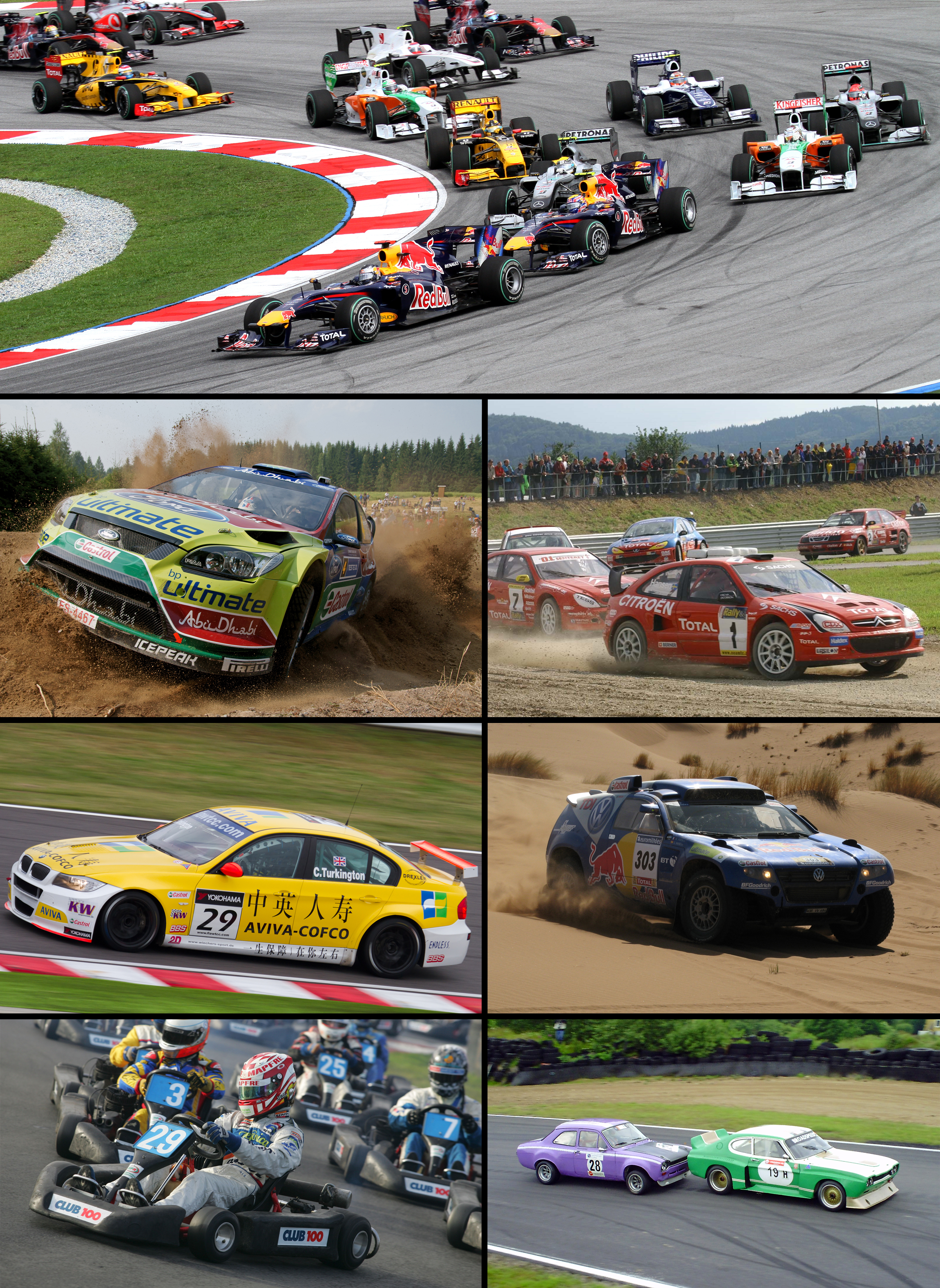
Divers types de compétitions automobiles. De haut en bas et de gauche à droite : Formule 1, rallye, rallycross, course de voitures de tourisme, rallye-raid, karting et course de voitures historiques.

La compétition automobile, course automobile ou sport automobile est un sport où des pilotes au volant d'automobiles s'affrontent lors de courses réglementées, en différentes formules et catégories, sur circuit, sur route ou sur piste.
La compétition automobile comporte un grand nombre de disciplines et d'épreuves. La plus prestigieuse des catégories sur circuit est la Formule 1 qui se court en monoplaces, mais il existe de nombreuses autres catégories. Parmi les plus connues, on peut citer l'endurance avec l'épreuve française des 24 Heures du Mans ou bien, aux États-Unis, l'IndyCar et son épreuve phare, les 500 miles d'Indianapolis ; ces deux courses additionnées du Grand Prix de Monaco de F1 forment la Triple couronne. Sur routes et pistes, on trouve le championnat du monde des rallyes (avec le rallye Monte-Carlo, créé en 1911), mais aussi des épreuves de rallye-raid, dont la plus connue est le Rallye Dakar, et le récent championnat du monde de rallycross. En dehors des engins conçus exclusivement pour la course, il existe diverses catégories de voitures de tourisme ou grand tourisme, avec pour championnat phare la coupe du monde des voitures de tourisme. Aux États-Unis, la NASCAR, qui se dispute principalement sur circuit ovale reste la catégorie la plus populaire.
Plusieurs fédérations internationales et nationales gèrent les nombreuses courses qui sont divisées en catégories et formules suivant le type d'automobile, la puissance et le type du moteur, le terrain sur lequel la course se dispute et, dans certains cas les personnes qui y participent (âge, niveau, poids, sexe).

## Histoire

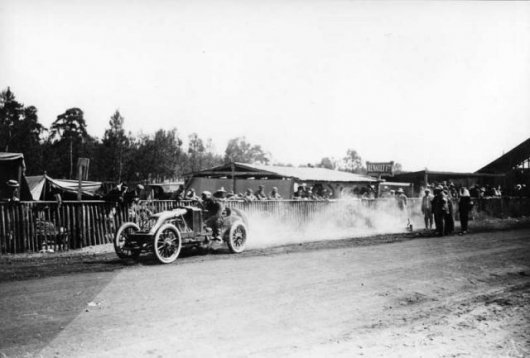
Photographie du Grand Prix automobile de France 1906.

Les premières épreuves en France tenaient plus du défilé que de la course réelle, entre Neuilly-sur-Seine et Versailles (depuis 1887) ou de la randonnée comme celle organisée par le quotidien parisien Le Petit Journal de Paris à Rouen en 1894 : 102 concurrents sont inscrits, seuls 21 prennent le départ. Le concours récompense les véhicules répondant à trois critères : « sécurité », « commodité » et « bon marché relatif ». Le premier prix de 5 000 francs est partagé entre « Panhard & Levassor » et « les fils de Peugeot frères ».
L'année suivante, la première véritable course automobile est organisée : c'est Paris-Bordeaux-Paris. 21 (ou 22, selon les sources) véhicules au départ pour neuf à l'arrivée. Émile Levassor finit le premier l’épreuve le 15 juin sur une Panhard en 48 h 48 ; mais il était inéligible au premier prix car sa voiture était une deux places alors que le règlement exigeait un minimum de quatre places avec autant de passagers que de places. Ce fut une Peugeot conduite par Paul Koechlin qui gagna en 59 h 48. En juillet 1896, l'automobile club de Belgique organise la première compétition automobile du pays, le meeting de Spa. En octobre 1896, Paris-Marseille-Paris est au programme, et la mode des raids ville à ville s'impose comme le format classique de la course automobile. L'accident d'Émile Levassor dans cette épreuve ne remet pas en cause ce principe. Dès le 7 septembre 1896, pourtant, une première course automobile sur circuit a lieu aux États-Unis, à Rhode Island, à Narragansett Park (en), sur un ovale de terre d'1 mile habituellement utilisé pour les courses de chevaux.
En 1900, James Gordon Bennett junior, grand pourvoyeur de trophées sportifs divers, fonde un challenge pour la course automobile : la Coupe automobile Gordon Bennett. Le règlement de ce challenge est établi par l'Automobile Club de France, fondé en 1895 et stipule le caractère international de l'épreuve. Ainsi, le challenge prévoit que l'épreuve se déroulera dans le pays du vainqueur de l'année précédente. C'est la nationalité du constructeur automobile qui compte, pas celle du pilote. La première édition (1900) se court entre Paris et Lyon, et voit la victoire du pilote français Henri Fournier sur une Mors. En 1902, c'est le Britannique Edge qui s'impose ; l'édition 1903 se déroulera en Irlande du Nord. L'Allemagne (1904), puis la France (1905) organisent les éditions suivantes à la suite des victoires de leurs automobiles.
La formule de la Coupe Gordon Bennett atteint rapidement ses limites car elle impose des présélections. Les constructeurs français, très nombreux, parviennent toutefois à faire abroger la limite des trois voitures maximum par pays. L'appellation « Gordon Bennett » est abandonnée, place à la « Coupe de l'ACF ».
L'appellation « Grand Prix » désigne une épreuve automobile de prestige. Ce terme est d'abord utilisé pour les courses de chevaux ou les épreuves cyclistes du fait de la récompense remise aux vainqueurs. En 1901 est organisé le Grand Prix du Sud-Ouest : disputé aux alentours de Pau, il compte comme étant la première édition du Grand Prix de Pau. Comme « parc fermé », c'est un terme français qui subsiste encore aujourd'hui dans le sport au niveau mondial.
À la suite des très nombreux accidents qui marquèrent la course Paris-Madrid en 1903, l'ACF et les autorités civiles imposent la tenue de l'épreuve sur circuit. Le Mans fait acte de candidature, et la ville qui vit naître la première voiture commercialisée (Amédée Bollée) reçoit le premier Grand Prix de France (alors Grand Prix de l'ACF) en 1906 sur un circuit de 103,16 km. Contrairement aux courses de ville à ville, toute circulation est interdite sur ce secteur routier. Pour contourner certains villages, les organisateurs mettent en place des déviations en bois. De plus, on goudronne « à chaud » le circuit, mais sur certaines portions, ces travaux s'avèrent décevants. Ces travaux coûtent fort cher, et le bilan financier du Grand Prix est catastrophique. On délocalise ainsi les éditions 1907 et 1908 sur le petit circuit de Dieppe, nettement moins coûteux. Britanniques, Belges et Allemands mettent également en place des compétitions annuelles plus ou moins comparables au Grand Prix de France, constituant les premières bases d'un véritable calendrier d'épreuves.
En 1904, si la quasi-totalité des clubs automobiles nationaux européens se regroupent pour former l'Association internationale des Automobile Clubs reconnus (AIACR). Aux États-Unis en revanche, une autre fédération indépendante, l'Association américaine des automobilistes (AAA), organise la quasi-totalité des Grands Prix en Amérique du Nord indépendamment des courses européennes, en les regroupant au sein du National Championship en 1905.
Les grands raids prennent naissance dès 1907. Le quotidien parisien Le Matin soutient ainsi le premier d'entre eux : Pékin-Paris.
Aux États-Unis, la première édition des 500 miles d'Indianapolis a lieu en 1911. Cette même année, le Rallye automobile Monte-Carlo voit le jour. Les 24 Heures du Mans, épreuve d'endurance de référence, se déroulent pour la première fois en 1923. Le premier Grand Prix de Monaco se dispute en 1929.
Dans les années 1920, les voitures utilisées en course d'endurance et en Grand Prix étaient encore fondamentalement identiques, avec des ailes et deux sièges, pour transporter un mécanicien si nécessaire ou autorisé. La spécialisation a progressivement commencé à différencier la voiture de sport de la voiture de Grand Prix. L'Alfa Romeo Tipo A a lancé l'évolution de la véritable monoplace au début des années 1930.
En 1925, l'AIACR lance le Championnat du monde des manufacturiers, auquel succède le Championnat d'Europe des pilotes en 1931. Les épreuves de courses de côte sont également regroupées au sein du Championnat d'Europe de la montagne.
Du côté des voitures de sport, celles-ci ont également commencé à se distinguer des voitures de tourisme rapides dont elles descendent. Dans les courses d'endurance sur route ouverte à travers l'Europe qui se déroulaient souvent sur des routes poussiéreuses, le besoin de garde-boue et d'un mécanicien ou d'un navigateur était toujours présent. Comme les voitures et les courses principalement italiennes définissaient le genre, la catégorie est devenue connue sous le nom de « Gran Turismo » (en français Grand tourisme, ou GT). À la fin des années 1950, la catégorie des voitures de sport ont ainsi été officiellement entre deux subdivisions, Sport-prototype et Grand tourisme.
A la sortie de la Seconde Guerre mondiale, les Grands Prix reprennent dès 1946 en Europe, notamment en France. La FIA, qui a succédé à l'AIACR, prépare le règlement de la nouvelle Formule internationale. La première course a lieu le 1er septembre 1946 lors du Grand Prix de Turin. Les débuts officiels auront lieu le 7 avril 1947 au Grand Prix de Pau. À la fin de la saison 1947, la FIA annonce la création d’une seconde formule pour les voiturettes pour le 1er janvier 1948. Ces deux réglementations portent le nom de « Formule de Course Internationale A » et « B », renommées Formule 1 et Formule 2 en 1949.
Le Championnat du monde de Formule 1 rassemblant les anciennes Grandes Épreuves, les Grands Prix majeurs de la saison, est lancé en 1950, puis le Championnat du monde des voitures de sport (WSC) en 1953, qui rassemble les courses d'endurance. À partir de 1963, la FIA organise le Championnat d'Europe des voitures de tourisme, et en 1967 le Championnat d'Europe de Formule 2.
En dehors des courses sur circuit, Championnat d'Europe des rallyes est créé en 1953, tandis qu'après une interruption de plus de vingt ans, le Championnat de la montagne est relancé en 1957.
En 1957 et 1958, une épreuve d'exhibition, la Course des Deux Mondes rassemble à Monza les pilotes et les voitures de F1, du WSC et de l'USAC (qui a succédé à l'AAA en 1959).

## Divisions et catégories

### Circuit asphalté
Les courses sur circuit sont divisées en deux catégories et en différentes disciplines.
Les voitures spécialement conçues pour la compétition
- Monoplaces (F1, F2…) + karting
- Sport-prototypes (Le Mans Prototypes, Daytona Prototypes…)

Les voitures issues des automobiles de séries ou s'inspirant de celles-ci
- Voitures de production (TC) (S2000, Super Production…)
- Voitures dites de « Grand tourisme » (GT) (GTE, GT3…)

| Monoplaces (Formule) | FIA Formule 1, IndyCar                                                      |
| Monoplaces (Formule) | FIA Formule 2, FIA Formule E, Indy Lights, Super Formula                    |
| Monoplaces (Formule) | FIA Formule 3, Formule Mazda, Euroformula-SF Lights                         |
| Monoplaces (Formule) | FIA Formule 3 régionale, Formule Ford 2000                                  |
| Monoplaces (Formule) | FIA Formule 4, Formule Ford 1600                                            |
| Monoplaces (Formule) | Karting                                                                     |
| Sport-Prototypes     | Le Mans Prototype 1, Daytona Prototype International (en), Le Mans Hypercar |
| Sport-Prototypes     | Le Mans Prototype 2                                                         |
| Sport-Prototypes     | Le Mans Prototype 3, Le Mans Prototype Challenge                            |
| Sport-Prototypes     | Prototype CN                                                                |
| Production           | Super 2000-TC1, DTM, V8SC, NASCAR Div.1, SCBR, TC2000, Superstars           |
| Production           | Super 2000-TC2, Super 2000-TC2 Turbo, NASCAR Div.2, Top Race V6, NGTC       |
| Production           | Super 1600, NASCAR Div.3, Mitjet ST Turbo                                   |
| Production           | Clio Cup, SEAT Cup...                                                       |
| Production           | Mitjet 2L                                                                   |
| Production           | Mitjet 1300, Fun Cars, Twin' Cup                                            |
| Grand tourisme       | GTE                                                                         |
| Grand tourisme       | GT3/GT300                                                                   |
| Grand tourisme       | GT4                                                                         |
| Grand tourisme       | GT500                                                                       |

### Circuit terre et neige
Voitures spécialement conçues pour la compétition :
- Buggy

Voitures issues des automobiles de séries ou s'inspirant de celles-ci :
- Rallycross
- Voitures de course sur glace

### Rallye et hors-piste
Voitures spécialement conçues pour la compétition :
- Buggys et protos rallye-raid

Voitures issues des automobiles de séries ou s'inspirant de celles-ci :
- Voitures de rallye (WRC, groupe R…)

| Buggys et protos   | Protos Rallye-Raid (Dakar T3…) |
| Buggys et protos   | Buggys                         |
| Voitures de rallye | World Rally Car (WRC)          |
| Voitures de rallye | S2000                          |
| Voitures de rallye | Groupe R (R1,R2,R3,R5)         |
| Voitures de rallye | Junior                         |
| Voitures de rallye | Rallye-Raid (4x4…)             |

### Accélération
Prototypes sur piste courte :
- Dragster

### Vitesse pure
- Record de vitesse terrestre

### Divers

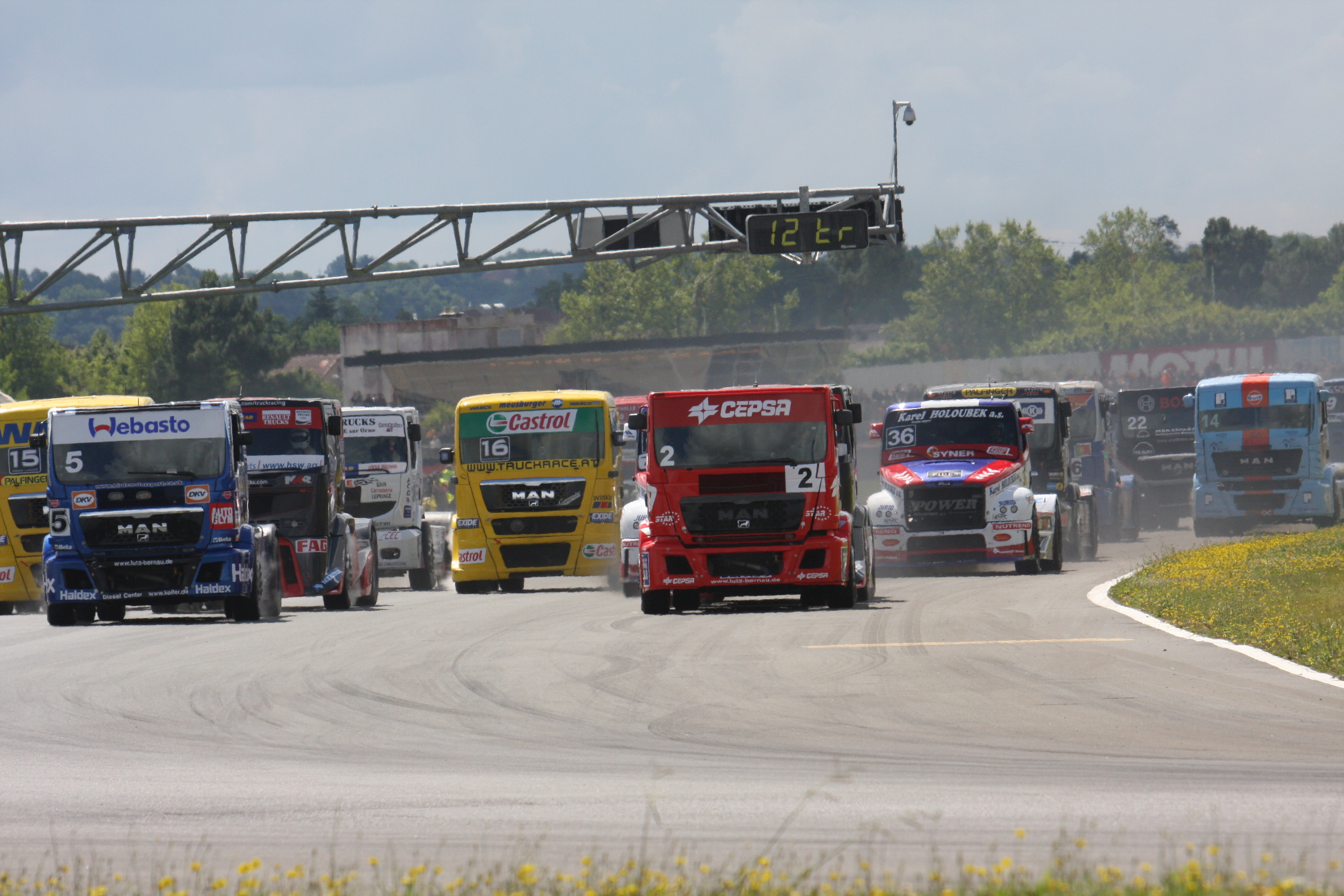
Départ d'une manche sur le circuit Paul Armagnac dans le cadre du championnat d'Europe de courses de camions.

- Course de côte
- Course de camions
- Drift

## Déroulement des courses

### Vitesse sur circuit
Le départ des courses peut se faire lancé (parfois en suivant une voiture de sécurité qui rentre au stand juste avant la ligne de départ pour dégager la piste) ou arrêté (les concurrents étant positionnés sur une grille dans un ordre préétabli). L'ordre sur la grille de départ est souvent déterminé par une séance de qualification, le pilote ayant fait le tour le plus rapide est en pole position.
On distingue deux types de courses, la vitesse ou l'endurance. En vitesse on trouve des épreuves très courtes, dites de « sprint » (comme en karting ou en Formule 3) souvent disputées en plusieurs manches de 10  à   30  minutes, et des épreuves de durée moyenne (2 heures maximum dans le cas de la Formule 1). Les épreuves d'endurance se disputent, elles, sur une distance précise (1 000 km par exemple) ou une longue durée (6 heures, 12 heures, 24 heures...).
L'arrivée est toujours signalée par un drapeau à damier agité par le directeur de course ou par un commissaire.

### Rallye
Les courses de rallyes se présentent sous la forme d'un contre-la-montre individuel, les concurrents sont lancés les uns après les autres, à intervalle régulier. L'équipage qui réussit le meilleur temps a gagné.

### Rallycross
Le rallycross se dispute sur un circuit alternant asphalte et terre ; cinq voitures s'élancent de front sur quatre tours (manche qualificative). Les douze meilleurs pilotes classés sur quatre manches qualificatives se qualifient en demi-finale et en finale pour les six meilleurs. Le vainqueur de la finale gagne la course.

## Fédérations
Il existe des fédérations dans tous les pays du monde, certains pays ayant des fédérations ou des organisations concurrentes. La plus importante est la Fédération internationale de l'automobile (FIA), qui regroupe plus de 200 organisations automobiles de 125 pays.

## Compétitions

### Les épreuves les plus prestigieuses
Les épreuves que les pilotes et constructeurs des différentes disciplines rêvent particulièrement de remporter sont :
- Le  Grand Prix de Monaco (Formule 1)
- Les  500 miles d'Indianapolis (IndyCar)
- Les  24 Heures du Mans (Sport-prototypes et GT)

qui forment la Triple couronne.
Se sont ajoutées des épreuves parfois plus récentes :
- Le   Rallye Monte-Carlo (Rallye)
- Le  Daytona 500 (NASCAR)
- Le  Rallye Dakar (Rallye-raid)

### Championnats
Le premier championnat créé est le championnat américain, en 1905. En Europe, il faut attendre 1925 pour que l'Association Internationale des Automobile Clubs Reconnus (AIACR) crée le championnat du monde des manufacturiers ; les 500 miles d'Indianapolis donnent alors une dimension mondiale au championnat mais les constructeurs européens n'y participent que rarement.
Aujourd'hui, la Fédération internationale de l'automobile (FIA) est responsable des championnats mondiaux les plus médiatisés : championnat du monde de Formule 1, championnat du monde des rallyes (WRC), championnat du monde d'endurance (WEC), et de beaucoup d'autres comme le championnat du monde de rallycross (World RX), etc.
En Amérique du Nord, les NASCAR Cup Series et IndyCar Series sont les deux championnats les plus suivis.
En Asie, le championnat le plus important est le championnat de Super Formula. En Afrique, le championnat d'Afrique du Sud de Formule 1 s'est tenu de 1960 à 1986.

### Jeux olympiques
Le sport automobile fut présent à deux reprises aux Jeux olympiques, en 1900 et 1936 comme sport de démonstration.

## Figures emblématiques

### Place des femmes
Les femmes sont largement minoritaires dans le monde du sport automobile. Dans la catégorie suprême, seules cinq femmes pilotes ont participé au sens large à une manche du championnat du monde de Formule 1 depuis 1950.
Femmes pilotes notables d'avant-guerre
- Janine Jennky
- Eliška Junková
- Hellé Nice

Femmes pilotes notables d'après-guerre
- Marie-Claude Beaumont
- Jutta Kleinschmidt
- Lella Lombardi
- Michèle Mouton
- Danica Patrick
- Susanna Raganelli
- Anny-Charlotte Verney

## Le sport automobile dans la culture populaire

### Bande dessinée
- Michel Vaillant, une série de bande dessinée créée par Jean Graton en 1957.
- Alain Chevallier, une série de bande dessinée créée par Christian Denayer (dessin) et André-Paul Duchâteau (scénarios), publiée de 1971 à la fin des années 1980.
- Paddock, une série de bande dessinée humoristique et parodique sur le monde de la Formule 1 créée en 2007.
- Grand Prix, une série de bande dessinée en trois volumes créée par Marvano (2010, 2011, 2012).

### Cinéma
- Grand Prix, un film de John Frankenheimer sur la F1, avec James Garner, Yves Montand et Toshiro Mifune, sorti en 1966.
- Weekend of a Champion, un film documentaire de Roman Polanski et Frank Simon sur le pilote Jackie Stewart tourné lors du Grand Prix de Monaco 1971 et sorti en 1972 et 2013.
- Le Mans, un film américain réalisé par Lee H. Katzin avec Steve McQueen, sorti en 1971.
- Jours de tonnerre, un film de Tony Scott sur l'univers de la NASCAR avec Tom Cruise, sorti en 1990.
- Michel Vaillant, un film de Louis-Pascal Couvelaire inspiré de la BD éponyme, avec Sagamore Stévenin, sorti en 2003.
- Senna, film documentaire d'Asif Kapadia sur le parcours du pilote brésilien Ayrton Senna, sorti en 2010.
- Rush, un film de Ron Howard sur la rivalité entre les pilotes James Hunt et Niki Lauda, notamment durant le championnat du monde de Formule 1 1976, sorti en 2013.
- Le Mans 66, un film de James Mangold avec Christian Bale et Matt Damon, centré sur la rivalité Ford-Ferrari, notamment lors des 24 Heures du Mans 1966, sorti en 2019.
- Schumacher, film documentaire sur le parcours du septuple champion du monde allemand de Formule 1 Michael Schumacher, sorti en 2021 sur Netflix.

### Jeux vidéo
Il existe une multitude de jeux dits « de course ». Parmi les séries les plus connues, on compte :
- Formula One
- Gran Turismo

## Courses de voitures autonomes
À la fin des années 2010 apparaissent des voitures de course autonomes sans pilotes, des algorithmes pilotant les véhicules, à l’instar du projet Roborace qui engage des voitures de course électriques.

## Médias

### Médias audiovisuels
Les événements sportifs sont les principaux garants d'audience pour les chaînes de télévision en France. Pour certaines chaînes, il est vital de proposer des contenus sportifs dans leur offre. Cependant les diffuseurs des épreuves de compétition automobile à la télévision française deviennent principalement des chaînes ou des bouquets payants.

### Presse écrite
- F1 Racing
- Sport Auto
- Auto Hebdo
- Échappement
- L'Équipe